# 法罗羊

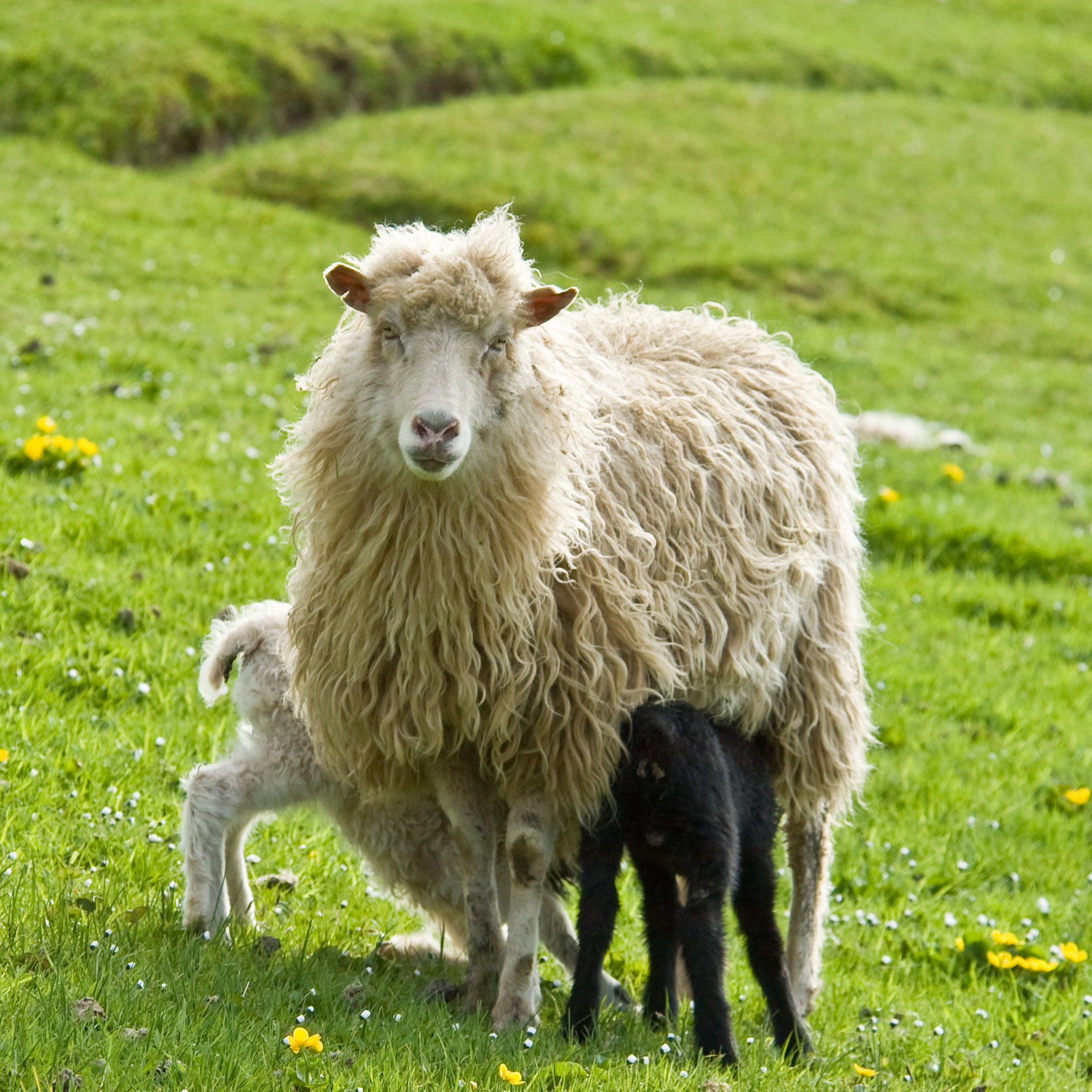

法罗羊（法罗语：Føroyskur seyður）是原产于法罗群岛的一种小型、非常耐寒的绵羊。羊最早是在9世纪引入法罗群岛，按照法羅語，法罗群岛这个名字本身就是 "羊岛 "的意思。成年的法罗群岛母羊体重约为20公斤，公羊为20至40公斤，並且有角。